# Bisadihalli, Koratagere
Bisadihalli là một làng thuộc tehsil Koratagere, huyện Tumkur, bang Karnataka, Ấn Độ.